# Marc Giacardy

a Compétitions nationales et continentales officielles uniquement.

b Matchs officiels uniquement.
Marc Giacardy, né le 15 février 1881 à Bordeaux et mort le 28 août 1917 à la Ferme-de-Mormont, Louvemont-Côte-du-Poivre, près de Verdun, est un joueur français de rugby à XV ayant occupé le poste de pilier gauche (surtout) ou de demi d'ouverture, plus rarement ceux de talonneur ou de deuxième ligne, aux première heures de la vie de club du Stade bordelais.

## Biographie

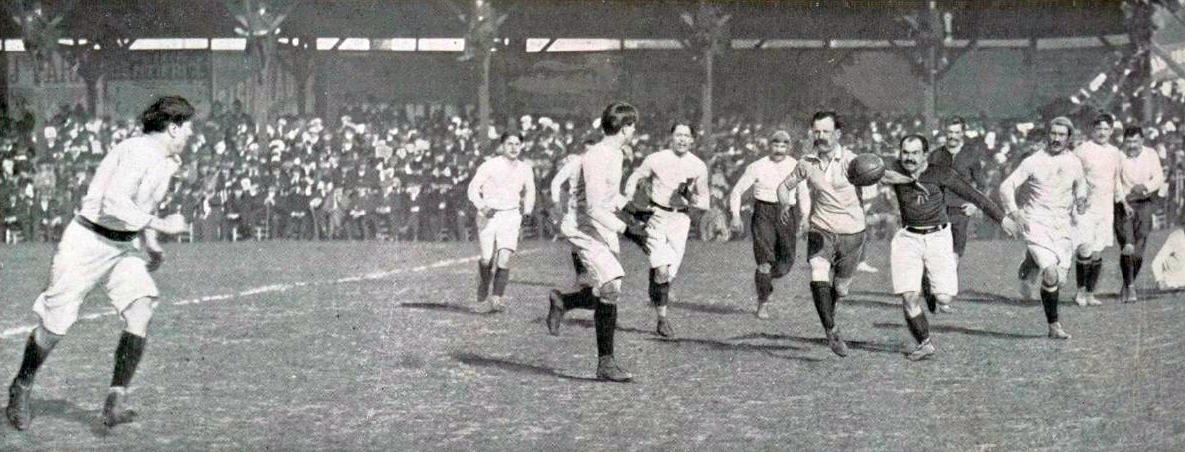
Finale du championnat 1909: Marc Giacardy, sur le point d'être plaqué, passe le ballon à un de ses coéquipiers bordelais (stade des Ponts Jumeaux).

Avec le Stade bordelais, il remporte le championnat de France à 6 reprises et est vice-champion à quatre reprises. 
Il devient arbitre après sa carrière de joueur et officie notamment lors de la finale de championnat de France en 1912 entre le Stade toulousain et le Racing club de France. 
Hors des stades, il exerce la profession de journaliste. 
Avec sa compagnie du 6e régiment d'infanterie où il est capitaine, il tombe au front en 1917 d'une balle dans la tête, au lieu-dit la Ferme-de-Mormont, situé à Louvemont-Côte-du-Poivre, dans les environs de Verdun.

## Palmarès
- Champion de France à 6 reprises, en 1899, 1904, 1905, 1906, 1907, et 1909 (capitaine en finale cette dernière année)
- Vice-champion de France en 1900 (sans jouer la finale), 1901, 1902, et 1908 (capitaine en finale cette année-là)

## Statistiques en équipe nationale
- 1 sélection avec l'équipe de France A (international no 29), en 1907 (face à l'Angleterre)